# ۶۷۶ (میلادی)
۶۷۶ (میلادی) ششصد و هفتاد و ششمین سال تقویم میلادی است.

## رویدادها
قیام مختار ثقفی

## زادگان
- ۲۸ ژانویه – شاهزاده تونری، نویسنده و تاریخ‌نگار ژاپنی (د. ۷۳۵)